# Langewiesen
Langewiesen é uma vila e antigo município da Alemanha localizada no distrito de Ilm-Kreis, estado da Turíngia. Desde julho de 2018, forma parte do município de Ilmenau.

## Demografia
Evolução da população (a partir de 1994, em 31 de dezembro):
| - 1533 - 800 - 1816 - 1.140 - 1833 - 1.349 - 1836 - 1.449 - 1840 - 1.504 - 1841 - 1.460 - 1843 - 1.499 - 1852 - 1.570 - 1871 - 1.682 - 1875 - 1.781 - 1880 - 2.008 - 1885 - 2.161 - 1890 - 2.353 - 1895 - 2.792 | - 1900 - 3.192 - 1905 - 3.500 - 1910 - 3.814 - 1925 - 4.188 - 1933 - 4.369 - 1939 - 4.405 - 1955 - 6.000 - 1970 - 4.587 - 1977 - 4.290 - 1987 - 3.680 - 1994 - 3.658 - 1995 - 3.682 - 1996 - 3.675 - 1997 - 3.680 | - 1998 - 3.745 - 1999 - 3.779 - 2000 - 3.801 - 2001 - 3.758 - 2002 - 3.729 - 2003 - 3.762 - 2004 - 3.746 - 2005 - 3.689 - 2006 - 3.632 |

 Fonte a partir de 1994: Thüringer Landesamt für Statistik